# Kohnův most
Tzv. Kohnův most či též Zeleňák je most přes řeku Chrudimku, který se nalézá v prostoru bývalého armádního cvičiště 1. železničního pluku v Pardubicích. Most byl dlouho v uzavřeném vojenském prostoru, po opuštění nedalekých Masarykových kasáren armádou ale přestal být střežen a byl využíván pěšími a cyklisty. V roce 2020 byl zrekonstruován, byly vyměněny veškeré dřevěné prvky, včetně mostovky, a od prosince 2020 slouží pěší dopravě a cyklistům.

## Název
Most nemá oficiální název, neoficiálně se vyskytuje dvojí pojmenování:
- Pojmenování Kohnův most se objevuje v roce 1926 ve směrnici upravující provoz vojenské úzkorozchodné dráhy Špitálka, kdy je podle něj i pojmenována přilehlá železniční zastávka[3] a je přenesen z názvu tzv. Kohnovy mostní soustavy používané Československou armádou v období první republiky.[4] Tuto konstrukci obsahovala střední část předchůdce dnešního mostu.[5] Později došlo k vybudování současného mostu v místě původního. Název se přenesl.

- Pojmenování Zeleňák[6] se vztahuje k dnes již málo dochovanému nátěru zelené barvy. Shodnou historii má i název mostu Červeňák stojícího asi 300 metrů výše proti proudu Chrudimky.

## Historie
Původní Kohnův most byl součástí vojenské úzkorozchodné drážky zvané „Špitálka“. Tato trať ve dvacátých a třicátých letech 20. století obsluhovala vojenské cvičiště na levém břehu řeky Chrudimky a oblast v Pardubičkách na pravém břehu řeky a dokázala po svahu vystoupat až ke hřbitovu a do prostoru dnešní nemocnice. V roce 1946 již na jeho místě stál most současný silniční.. Přímo vedle něj níže po proudu se nacházejí základy pro mostní cvičiště vybudované v období kolem roku 1950.
Most byl z důvodu zchátralosti v červnu 2019 uzavřen pro veškerý provoz (pěší a cyklisty) a jednalo se o vzniku přírodního parku Červeňák v prostoru málo dotčeného bývalého cvičiště.
V květnu roce 2019 získalo celou oblast o rozloze 19 hektarů, včetně Kohnova mostu, od Armády České republiky bezúplatně město Pardubice, za podmínky že bývalé armádní cvičiště musí zůstat přístupné veřejnosti. V roce 2020 prošel most rekonstrukcí, byly vyměněny všechny trámy, fošny, včetně dřevěné mostovky. V prosinci 2020 byl otevřen a slouží cyklistické a pěší dopravě.

## Galerie

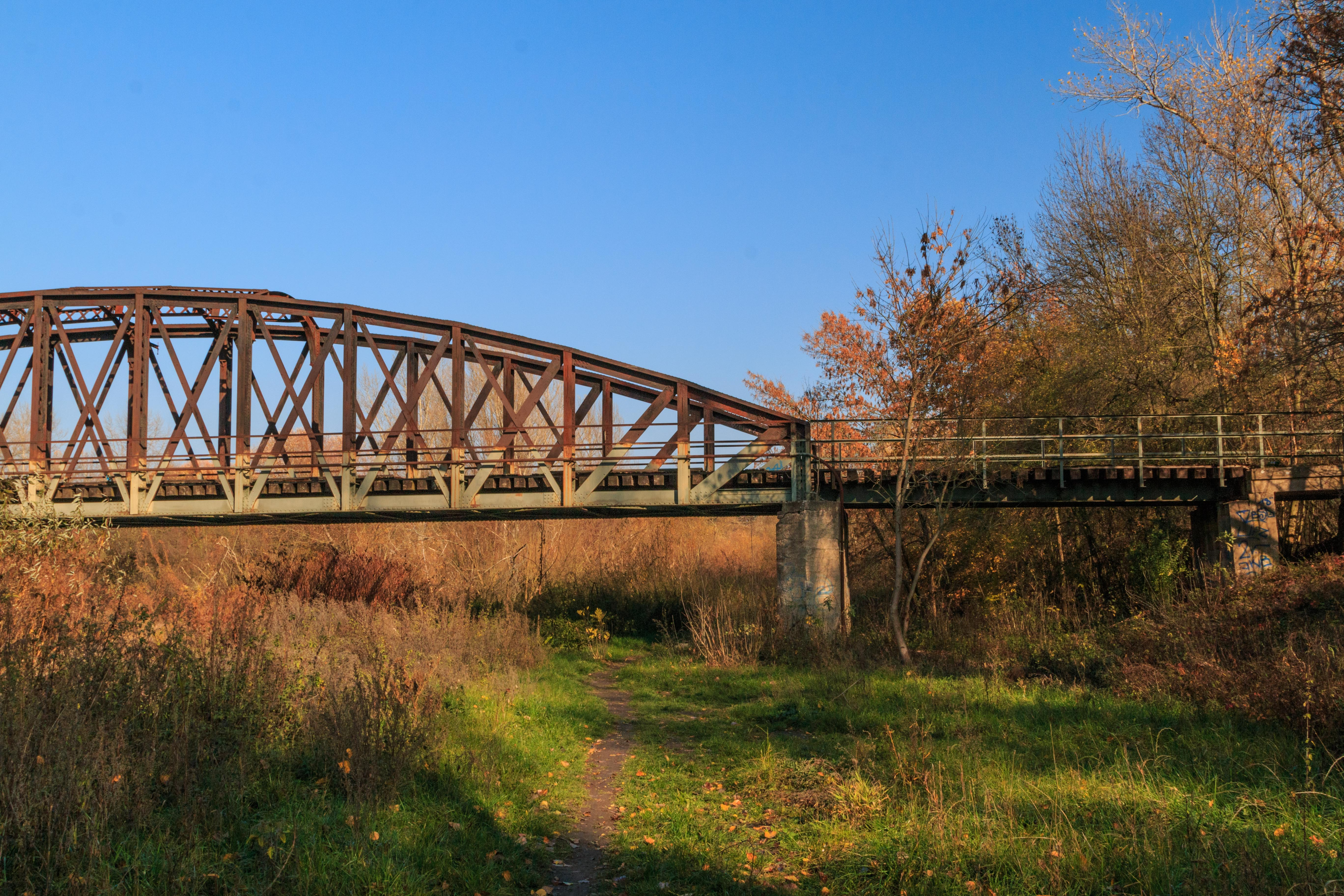
Kohnův most v Pardubicích (stav v roce 2018, ještě před rekonstrukcí)
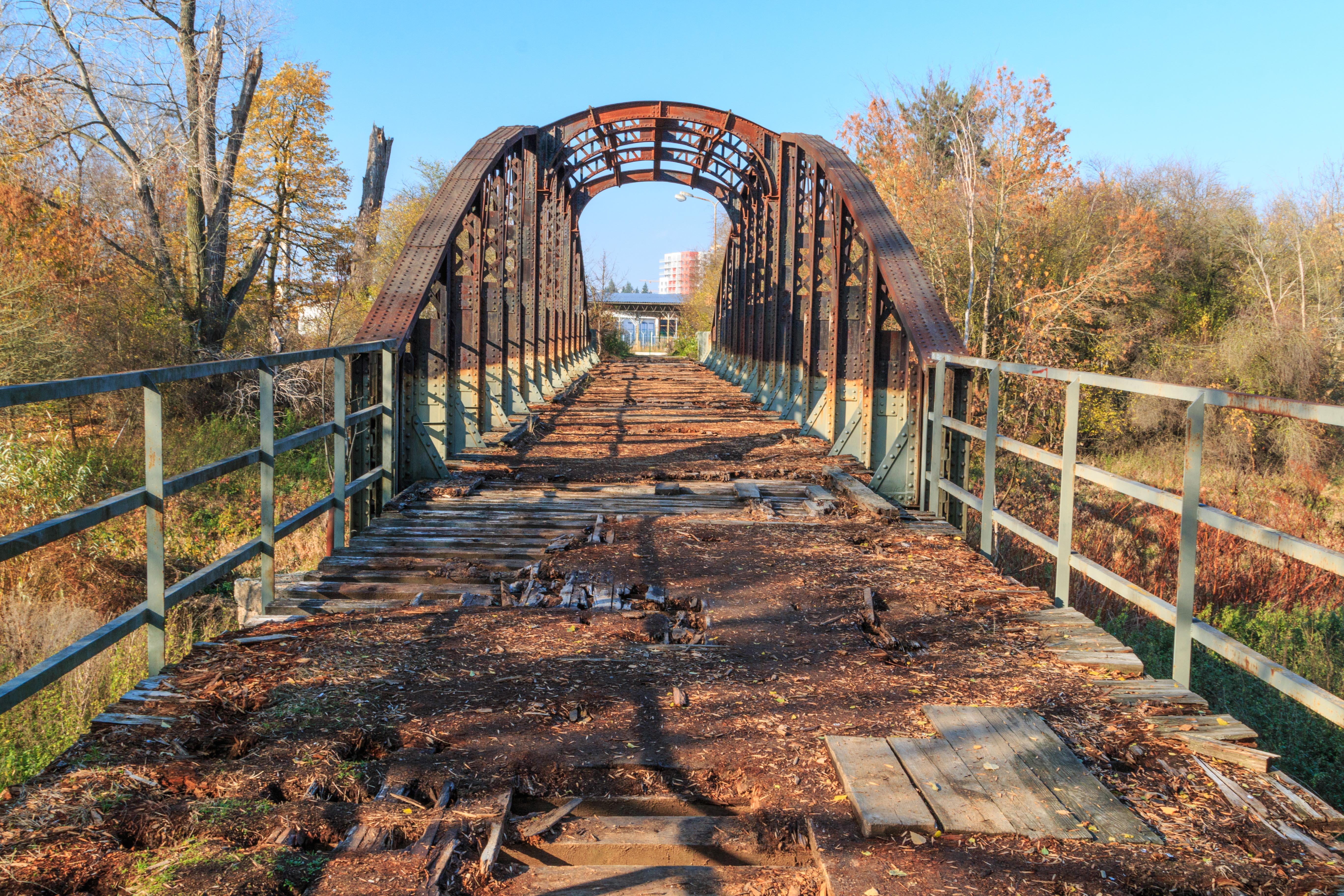
Kohnův most v Pardubicích (stav v roce 2018, ještě před rekonstrukcí)
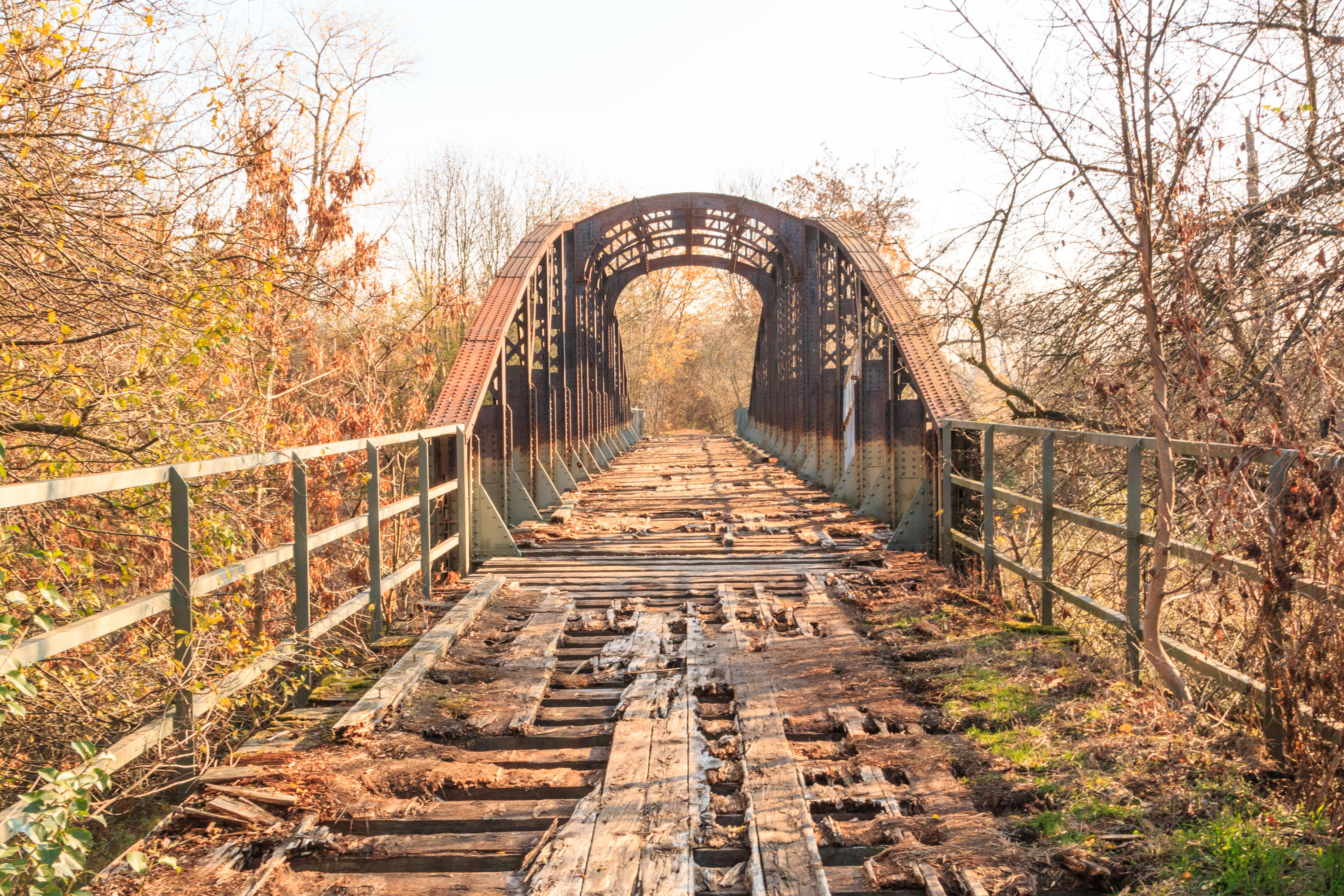
Kohnův most v Pardubicích (stav v roce 2018, ještě před rekonstrukcí)
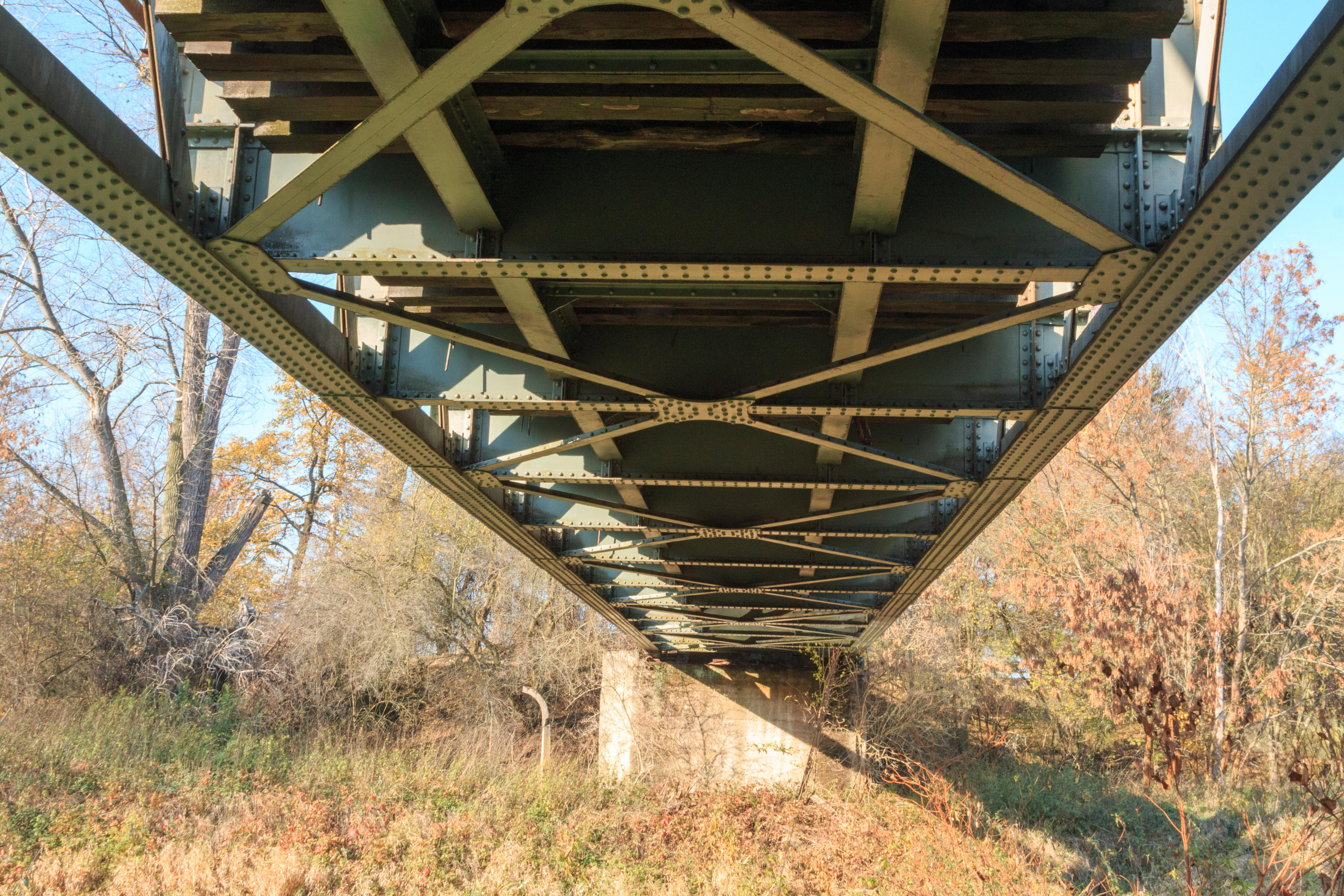
Kohnův most v Pardubicích (stav v roce 2018, ještě před rekonstrukcí)
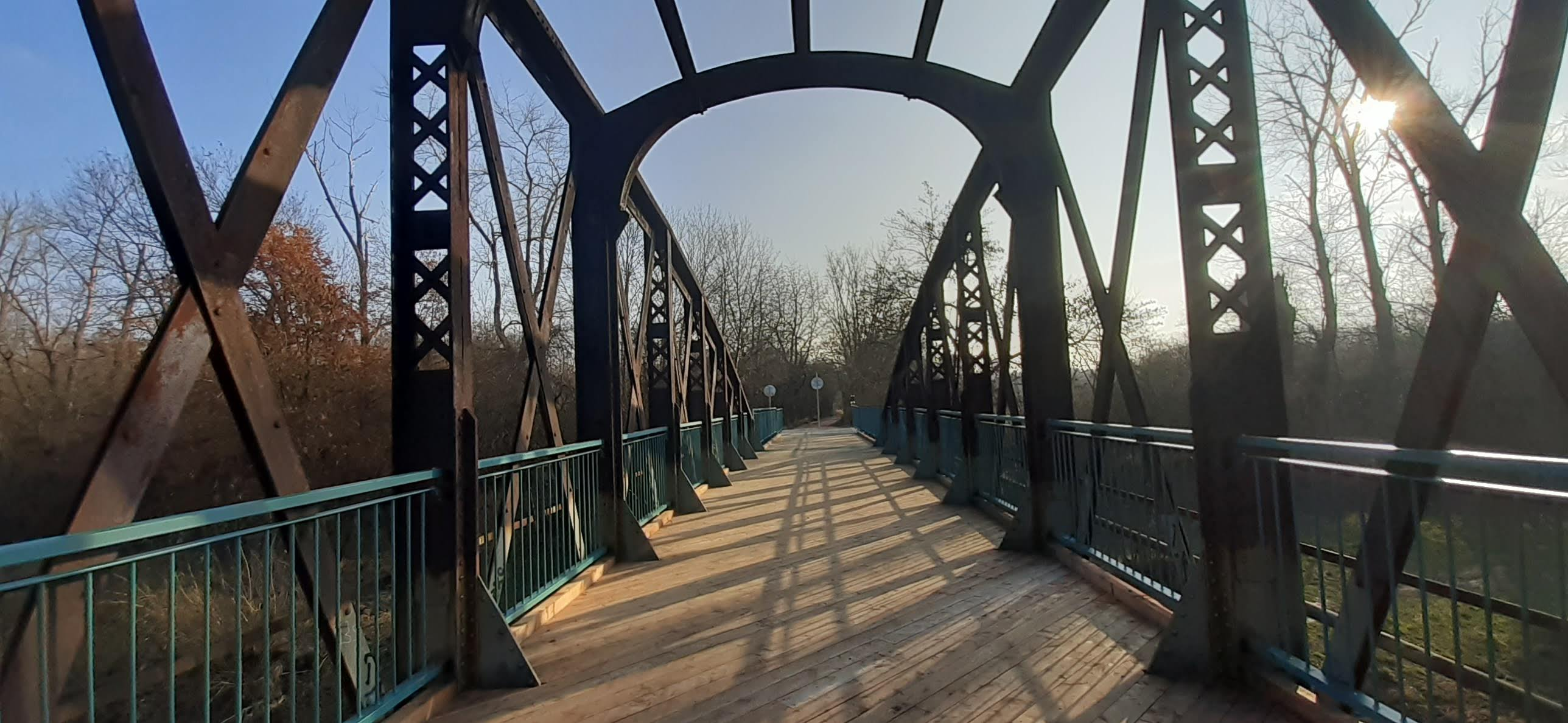
Kohnův most po opravě a zpřístupnění v prosinci 2020